# Květolib včelí
Květolib včelí (Philanthus triangulum) je druh blanokřídlého hmyzu z čeledi kutíkovití. Je rozšířen v Evropě, Africe a v Asii. V Česku se vyskytuje velmi hojně. Řadí se mezi včelotvaré, nicméně vzhledem se podobá spíše vose. Dospělci se živí nektarem, avšak samice pro své larvy loví včely, které ochromí žihadlem. Je zvláštní tím, že využívá rozličné chemické a biologické látky. Ve svých tykadlech kultivuje fungicidní a antibiotické symbiotické bakterie, jimiž chrání své potomstvo.

## Taxonomie
Květoliba včelího popsal v roce 1775 dánský entomolog Johan Christian Fabricius. Taxonomicky se tento druh blanokřídlého jedovatého hmyzu řadí mezi skupinu včelotvarých, konkrétně mezi kutíkovité (Crabronidae). Patří do podčeledi květolibi (Philantinae), což jsou malé až středně velké druhy s černou a žlutou či žlutobílou kresbou na těle.

## Popis
Květolib včelí měří 8 až 17 (či 18) mm, přičemž samci jsou výrazně menší než samice. Zbarvení tvoří kombinace černé a žluté barvy. Hruď je převážně černá, zadeček pruhovaný s převahou žluté barvy. Hlava má z větší částí tmavou barvu (většinou černou, ale na spáncích může být i hnědá), je poměrně velká a na obličeji má výraznou žlutobílou kresbu ve tvaru tří zubů. Kusadla jsou hladká a na koncích zašpičatělá. Stehna mají z větší části černou barvu, zbytek nohou je žlutý. Přední nohy jsou přizpůsobené hrabání.

## Ekologie a chování

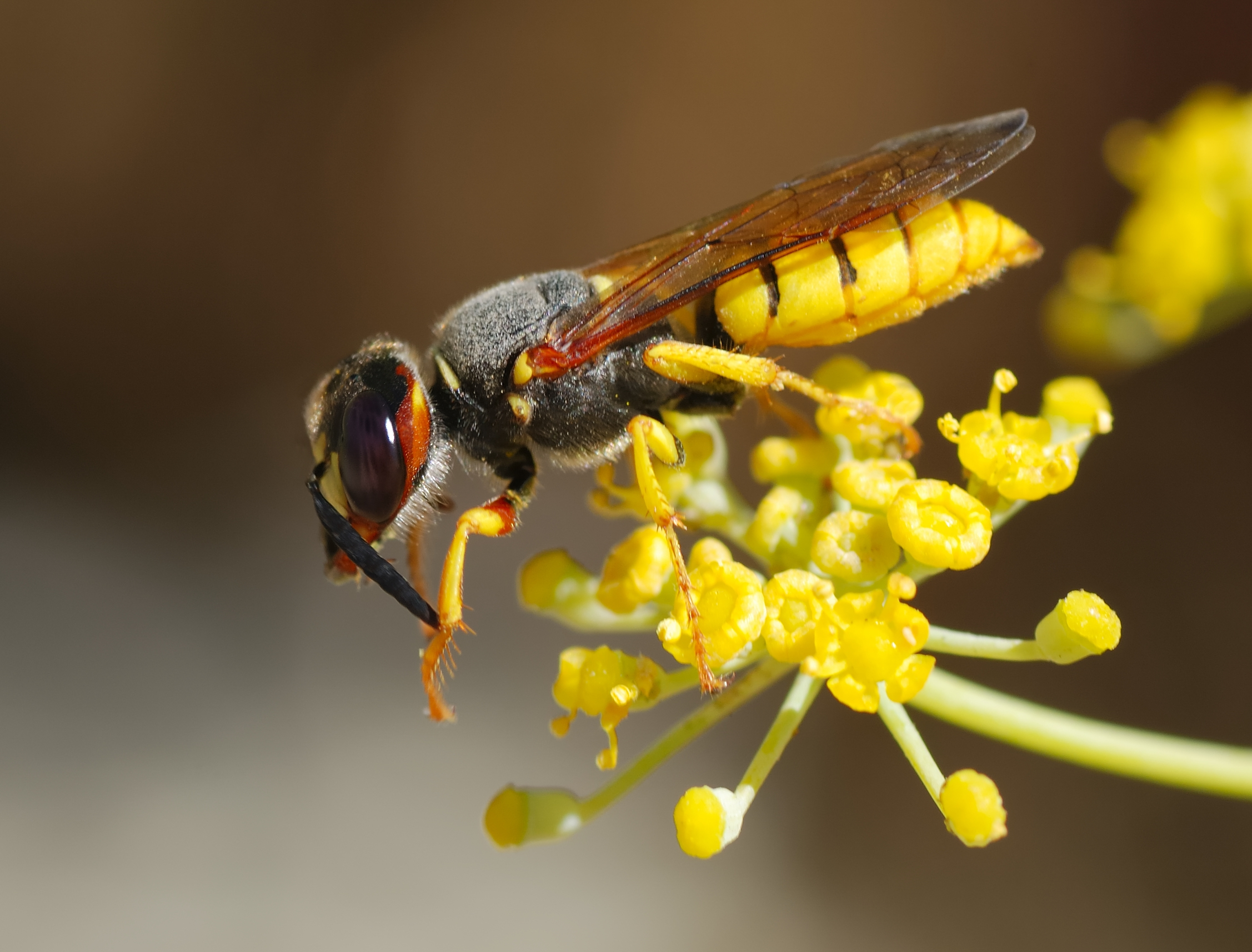
Květolib na květu

### Stanoviště, hnízdění
Květolib včelí bývá aktivní od května (června) do září. Obývá suché a teplé biotopy. Vyhledává písčitý nebo hlinitý podklad, kde zakládá hnízda. Ta jsou až 1,5 metru hluboká, zemní a vícekomorová. Vchod tvoří dlouhá komora hloubená pod úhlem asi 30° do země – mnohdy začíná ve spárech chodníků a dlažebních kostek. Velmi často žije v koloniích, která mohou čítat až několik set hnízd. Jedná se o synantropní druh, který často jako jeden z prvních kolonizuje kulturní krajinu. Hnízda hloubí samička kusadly a předním párem nohou. Má podobu hlavní komory, z níž vedou mnohé odbočky – menší komůrky (až 34). Každá komůrka či cela slouží k vývinu jednoho potomka.

### Potrava
Dospělí jedinci se živí nektarem. Ten většinou získávají z květů, ale samičky jsou schopny hnětením kusadly donutit ochromené včely vydávit nektar, který mají ve voleti, a ten pak slízat.

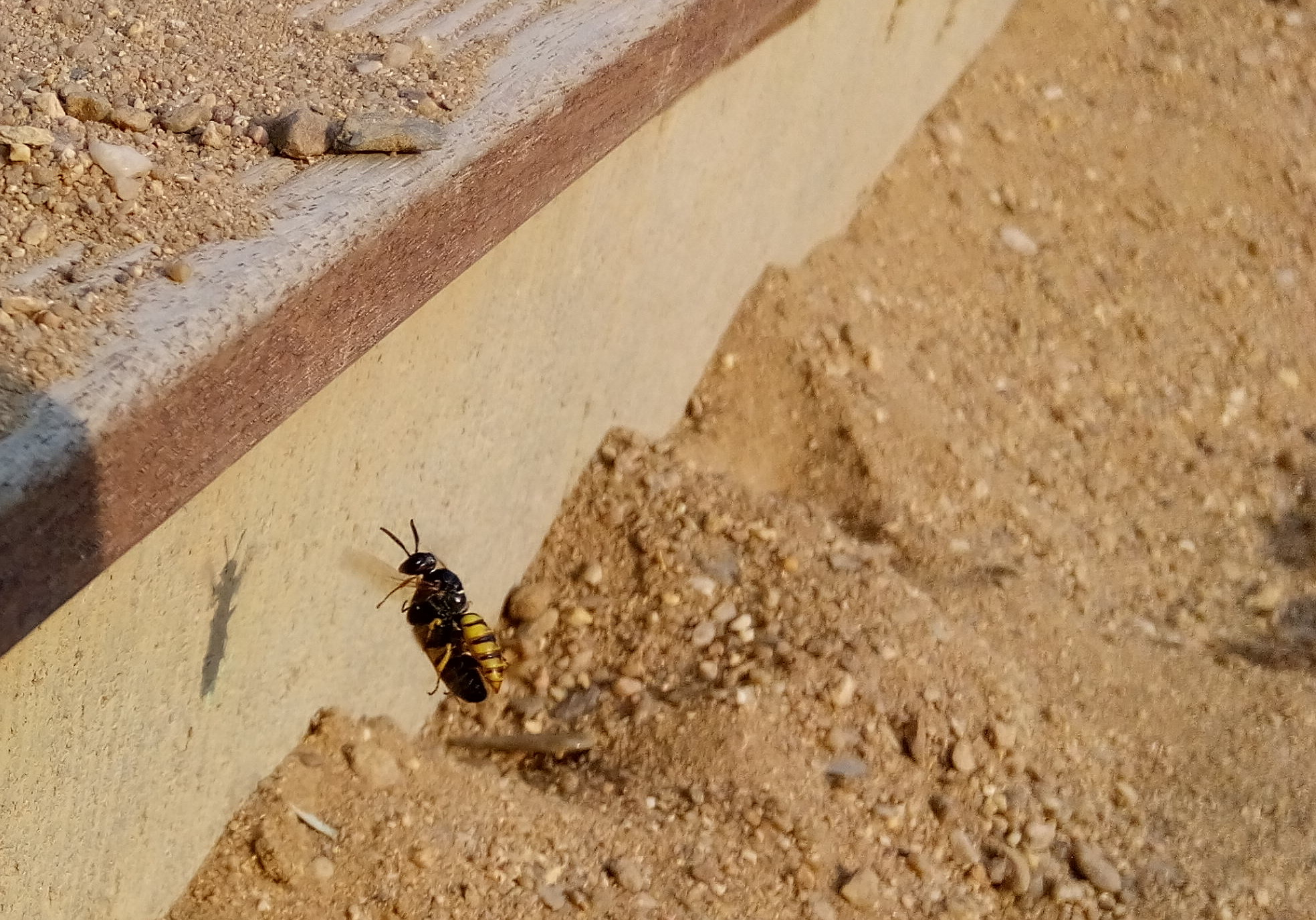
Samice květoliba letící s ochromenou včelou

Zdrojem potravy pro vyvíjející se larvy jsou včely, především včely medonosné (Apis mellifera). Kromě nich může jít o další druhy včel, jako je pískorypka žlutonohá (Andrena flavipes), ploskočelka Lasioglossum zonulum a zřejmě i parazitické kukaččí včely rodu nomáda (Nomada). Samička květoliba čeká na včelí dělnice, které přilétají na květy sbírat nektar a pyl. Napadá je dvěma způsoby. Buď začne v jejich blízkosti poletovat a ze vzdálenosti asi 10 centimetrů na ně zaútočí, nebo na včelu doslova vleze, když sedí na květu, sosá nektar a nesleduje okolí. Následně ji ochromí vpichem žihadla do krku,, hrudníku, případně do měkké části zadečku. Ochromenou včelu poté donese do hnízdní komůrky, naklade na ni vajíčko a komůrku po případném přinesení dalších ochromených včel uzavře pískem. Samčí komůrky zásobí 1 až 2 (3) včelami, samičí 3 až 7. Po 2 až 3 dnech se z vajíčka líhnou larvy, jež se 6 až 9 dní živí paralyzovanými včelami. Následně se zakuklí a po 14 dnech se vylíhne nový jedinec, který hnízdo opouští. To je takzvaná první generace. Druhá generace v komůrce přezimuje ve stádiu kukly. Mladí jedinci dokáží najít cestu ven spolehlivě díky tomu, že samice u východu aplikují dávku sekretu z tykadel a larvy se vždy kuklí hlavou natočeny tímto směrem.

### Rozmnožování
Samci květoliba si vytvářejí malá teritoria o velikosti asi 0,25 m2, většinou v blízkosti hnízdních kolonií samiček. Svá území si značkují feromonem z hlavových žláz a brání před ostatními samci v letových soubojích. Feromonem lákají samičky k páření. Ke kopulaci dochází právě v samčím teritoriu, nicméně samičky si samy rozhodnou za jakých podmínek, a pohlavní akt mohou vzhledem ke své větší velikosti dle potřeby odmítnout. Samičky se s největší pravděpodobností páří jen s jedním samcem. Vybírají si ho pečlivě, neboť ovlivňuje podobu samičích potomků – především jejich případnou kondici potřebnou k přenášení ochromených včel a k rozmnožování. Samčí potomci nezískávají genetický materiál „otce“.

### Parazité

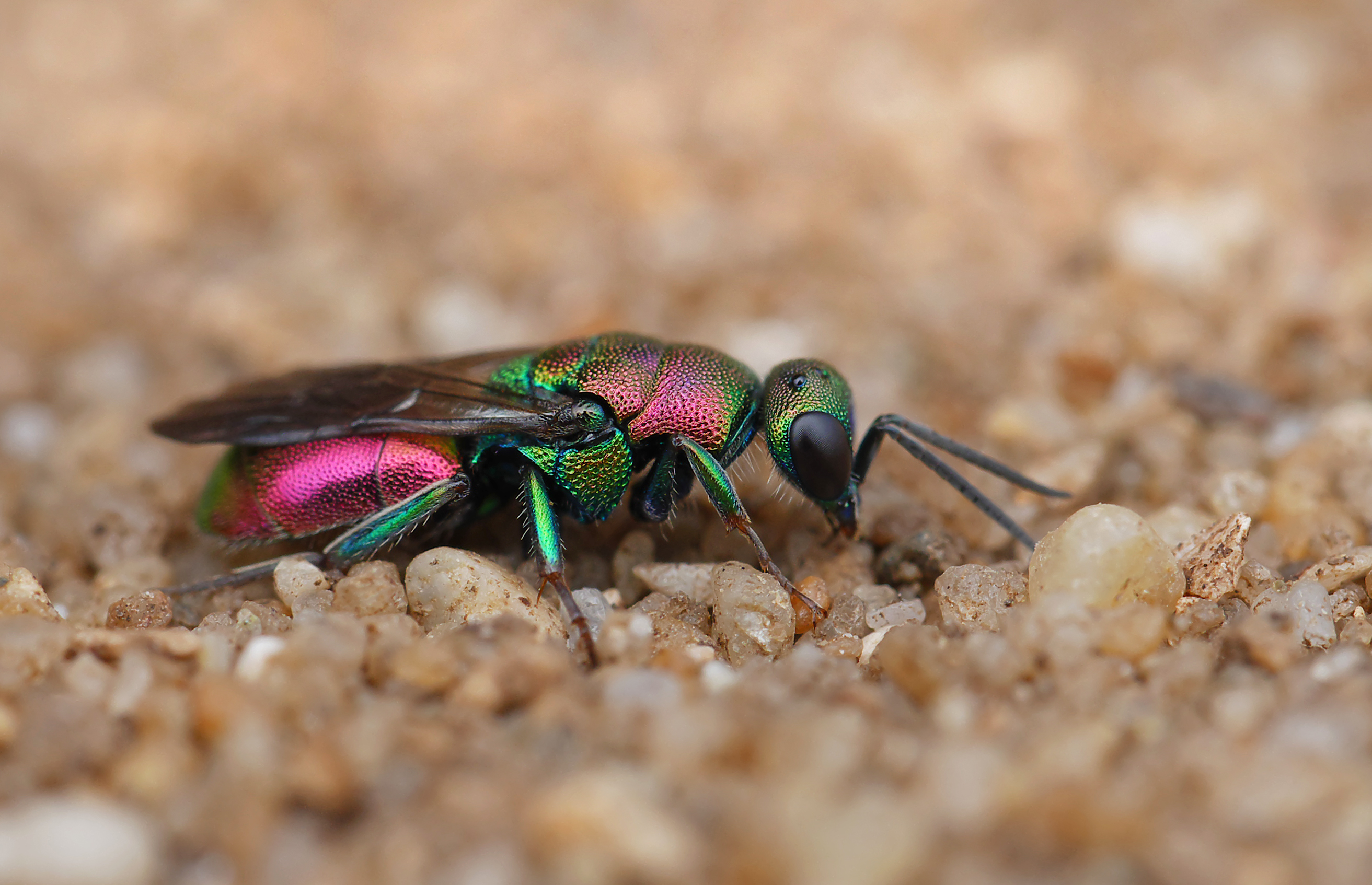
Hnízdní parazit květoliba - zlatěnka vínová

Hnízdním parazitem květoliba je zlatěnka vínová (Hedychrum rutilans). Ta klade své vajíčko na ochromenou včelu často již při transportu, někdy se prohrabe do komůrky květoliba a vajíčko naklade až tam. Vylíhlá larva usmrtí larvu hostitele a následně se živí ochromenými včelami. Zlatěnka využívá některé chemikálie (uhlovodíky), jimiž imituje pach samičky květoliba a blokuje její obranné reakce.

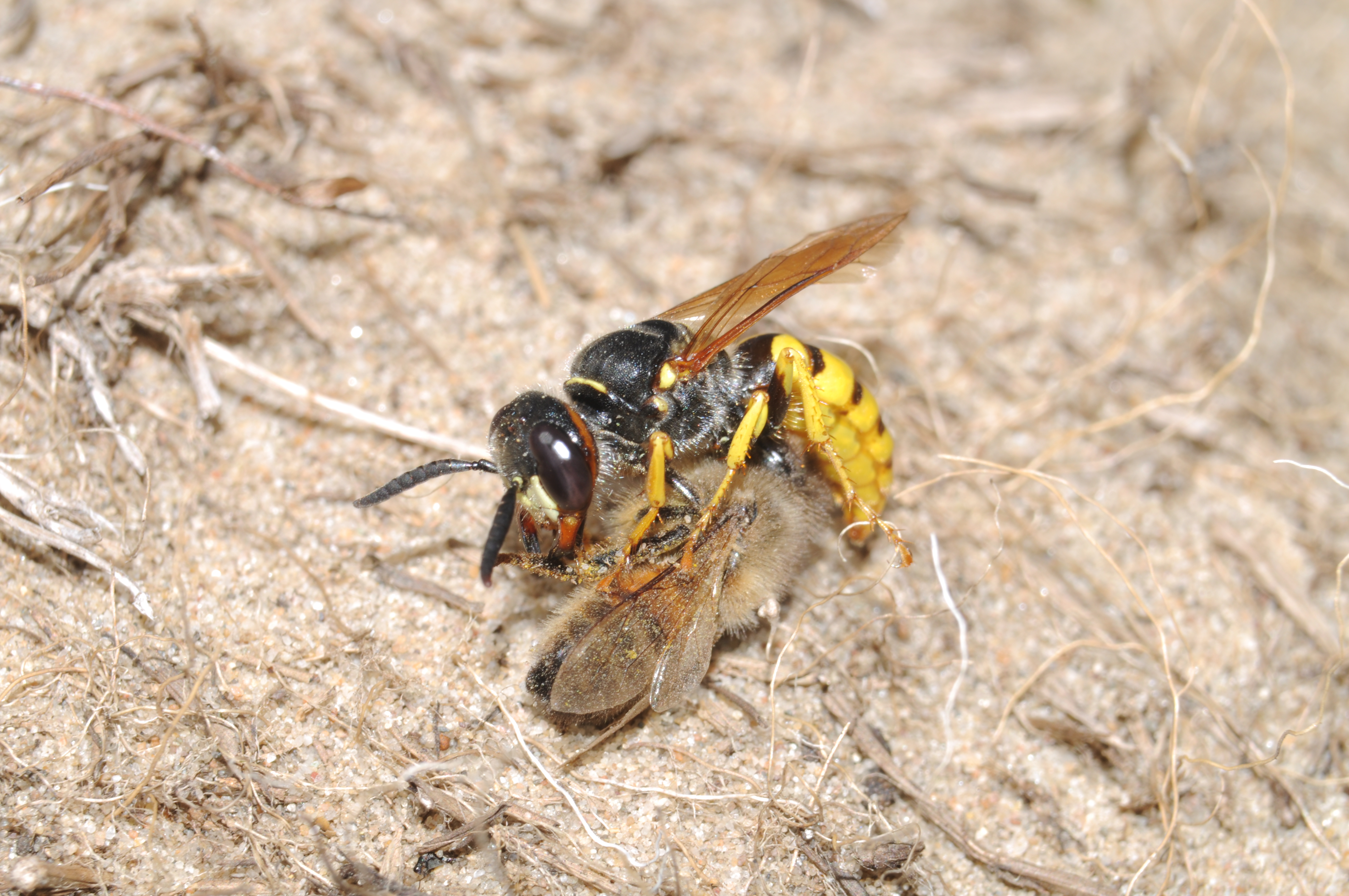
Květolib s paralyzovanou včelou

### Využívání chemických látek a symbiózy
Chemické signály hrají velmi důležitou roli v mnoha aspektech života květoliba. Již při útoku na včely se samička řídí do značné míry tím, jak jí včela „voní“. Důležitý je pro ní především včelou emitovaný nenasycený alkohol (Z)-11eikosen-1ol. Zajímavé je, že tato látka je rovněž hlavní součástí samčího feromonu květoliba, kterým láká samičky k páření. Při paralyzování včel do nehybného stavu hraje hlavní roli v jedovém aparátu obsažený philanthotoxin, což je acylpolyamin blokující nikotinové, acetylcholinové a glutamátové receptory v synapsích nervového systému. Velmi rychle ochromí nervosvalovou činnost a způsobí ochrnutí kořisti. Zásadní pro přežití larev a kukel květoliba, je udržet potravu, komůrku a larvu prostou patogenů. Klima v komůrce bývá velmi vlhké a teplé, ideální pro množení různých mikroorganismů. První opatření, které samice udělá, je, že ochromenou kořist pečlivě olíže a tím ji provede základní dezinfekci. V mandibulárních žlázách květoliba byly nalezeny některé vyšší mastné karboxylové kyseliny (palmitová, stearová, oktadekadienová) a jejich ethyl-estery, ketony (2-tridekanon, 2-pentadekanon, 2-heptadekanon) a aldehyd nonadecenal. Tyto látky jsou feromony a zároveň slouží jako konzervační činidla – zabraňují plesnivění kořisti. Vajíčko květoliba produkuje oxid dusnatý, který v komůrce dále oxiduje na oxid dusičitý. Obě látky mají dezinfekční účinky a brání biologickému rozkladu potravy. V další fázi se role ujme symbiotická bakterie rodu Streptomyces. Ta je kultivována v tykadlových žlázách samice květoliba a aplikována do komůrky ještě před nakladením vajíčka. Larva si po vylíhnutí tuto bakterii nanese na své tělo a je následně kultivována v kokonu po zakuklení. Má fungicidní a antibiotické (produkuje nejméně 9 druhů antibiotik) účinky, brání růstu plísní a množení patogenů. V experimentálních podmínkách bylo zjištěno, že larvy, jež se potřely látkou s obsahem bakterií, měly naději na přežití do stádia dospělce více než 80 %, zatímco ty, kterým v tom bylo zabráněno, méně než 10 %.